# Euphemia I, condesa de Ross
Euphemia I (1345 - c.1398) fue condesa de Ross por derecho propio. A veces, recibe el nombre de Euphemia Leslie o Euphemia Stewart; pero en esa época las escocesas no abandonaban su apellido de nacimiento para adoptar el de casada. 

## Biografía
Euphemia fue la primogénita de William III, el último mormaer O'Beolan de Ross. Tuvo que contraer su primer matrimonio contra los deseos de su padre, ya que el rey David II deseaba concederle un condado a Walter Leslie, que se había distinguido combatiendo en Europa y en Alejandría (Egipto). Para darle el condado de Ross a Leslie, obligó a Euphemia a casarse con él y, el 23 de octubre de 1370, le renovó a William el condado con la única condición de que lo legara a Euphemia y a Leslie cuando falleciera. La carta de cesión del condado de Ross y de las tierras de Skye se elaboró a favor de los dos y al de sus herederos, masculinos y femeninos, a título de inversión.
Contrajo nupcias con Leslie, mediante dispensa papal fechada el 24 de noviembre de 1366 (diciembre de 1367 en otras fuentes). Se requería la dispensa porque Walter Leslie había mantenido relaciones ilícitas con una mujer que estaba emparentada con Euphemia en cuarto grado.
Leslie falleció en 1382, y Euphemia se casó en segundas nupcias con Alejandro Estuardo, I conde de Buchan, que pasó a la historia como «El lobo de Badenoch». Este enlace se celebró el 24 o 25 de julio de 1382. Sin embargo, el 9 de junio de 1392, el papa Clemente VII emitió una orden para disolver este matrimonio, y, posteriormente, el 5 y 15 de diciembre, para conceder el divorcio. No se sabe con certeza la fecha de la muerte de Euphemia. Aún vivía el 5 de septiembre de 1394, y es posible que el 20 de diciembre de 1394/1395, que suele atribuirse al día que falleció Alejandro, sea la fecha en que murió Euphemia.

## Familia
Tuvo la siguiente descendencia con sir Walter Leslie:
- Sir Alexander Leslie, conde de Ross (m. 1402).[7]
- Mariota (m. 1440), que se casó con Donald MacDonald, señor de las Islas. Por derecho propio, heredó el condado de Ross, y lo traspasó a una nueva familia, los señores de las Islas.[8]